# Raphael Mitchel Robinson
Raphael Mitchel Robinson (National City, 2 de novembro de 1911 — Berkeley, Califórnia, 27 de janeiro de 1995) foi um matemático estadunidense.
Nascido em National City, Califórnia, Robinson foi o mais jovem dos quatro filhos de um advogado e de uma professora. Foi formação universitária transcorreu toda na Universidade da Califórnia em Berkeley: BA em 1932, MA em 1933 e Ph.D. em 1935. Sua tese de Ph.D., sobre análise complexa, foi intitulada Some results in the theory of Schlicht functions.
Em 1941 Robinson casou com sua ex-aluna Julia Bowman, que passou a ser chamada então Julia Robinson. Ela foi sua colega em Berkeley e a primeira mulher a ser presidente da American Mathematical Society.
Robinson trabalhou com lógica matemática, teoria dos conjuntos, geometria, teoria dos números e combinatória. Em 1937 estabeleceu uma versão simples e mais convencional da teoria axiomática dos conjuntos de John von Neumann de 1923. Pouco depois, em 1942,  Alfred Tarski tornou-se membro do Departamento de Matemática de Berkeley, e Robinson começou a desenvolver um trabalho maior sobre os fundamentos da matemática, construindo sobre o conceito da "indecisão essencial", provando uma série de teorias matemáticas como indecididas.